# Gà Avian
Gà Avian là giống gà công nghiệp hướng thịt có nguồn gốc từ Mỹ, giống này được nhập vào Việt Nam từ Thái Lan. Hiện nay giống gà này đang được nuôi nhiều tại và các tỉnh phía Nam Việt Nam. Chúng được Nhà nước Việt Nam công nhận là một giống vật nuôi được phép sản xuất, kinh doanh, lưu hành trên lãnh thổ Việt Nam.

## Đặc điểm
Gà có lông màu trắng, mào đơn. Lúc 49 ngày tuổi con mái nặng 2,3- 2,4 kg, con trống nặng 2,4 - 2,5 kg. Con mái mỗi năm cho 180 - 190 quả trứng. Gà bố mẹ có năng suất cao, xấp xỉ giống gà AA, chúng cũng có những đặc tính giống gà AA. Khối lượng cơ thể gà mái lúc 20 tuần tuổi là 2,0-2,l kg, của gà trống là 2,6 kg. Tỷ lệ đẻ đạt cao nhất ở tuần tuổi 30-31 trên 86%. Sản lượng trứng 190 quả/mái/năm. Lúc 49 ngày tuổi gà broiler trống đạt 2,4-2,5 kg, gà mái đạt 2,2 – 2,3 kg. Tiêu tốn thức ăn cho 1 kg tăng trọng 2,1-2,2 kg.

## Tại Việt Nam
Trong các năm 1989 – 1994 một số xí nghiệp và cơ sở chăn nuôi gia đình đã dùng 
tổ hợp V35 và V53 làm mái nền cho việc lai tạo với các gà trống bố mẹ Avian được nhập vào Việt Nam để sản xuất con lai nuôi thịt có năng suất cao. Các cơ sở nuôi giữ giống như xí nghiệp gà giống thịt dòng thuần Tam Đảo, Xí nghiệp gà giống Châu Thành, xí nghiệp gà Hồng Sanh đã cung cấp hàng triệu giống cho nhu cầu chăn nuôi trong cả nước. Những năm gần đây giống gà này ít được nuôi, và năm 1997 đã bị loại bỏ ở Việt Nam do không cạnh tranh được các giống gà mới nhập (gà AA, gà Isa Vedette …).